# Irakische Fußballnationalmannschaft (U-20-Männer)
Die irakische U-20-Fußballnationalmannschaft ist eine Auswahlmannschaft irakischer Fußballspieler. Sie unterliegt der Iraq Football Association und repräsentiert sie international auf U-20-Ebene, etwa in Freundschaftsspielen gegen die Auswahlmannschaften anderer nationaler Verbände oder bei der U-20-Fußball-Weltmeisterschaft.
Das beste Ergebnis bei einer Weltmeisterschaft erreichte die Mannschaft mit dem vierten Platz 2013 in der Türkei, nachdem sie im Halbfinale im Elfmeterschießen gegen Uruguay verloren hatte. Zuvor hatte sie bereits an drei WM-Endrunde teilgenommen. 1977 und 2001 schied sie in der Gruppenphase aus, 1989 erreichte sie das Viertelfinale. 1979 hatte sich die Mannschaft für die WM-Endrunde qualifiziert, nahm jedoch nicht daran teil.

## Teilnahme an U20-Fußballweltmeisterschaften
| 1977 | Vorrunde           |
| 1979 | zurückgezogen      |
| 1981 | nicht qualifiziert |
| 1983 | nicht qualifiziert |
| 1985 | nicht qualifiziert |
| 1987 | nicht qualifiziert |
| 1989 | Viertelfinale      |
| 1991 | nicht qualifiziert |
| 1993 | nicht qualifiziert |
| 1995 | nicht qualifiziert |
| 1997 | nicht qualifiziert |
| 1999 | nicht qualifiziert |
| 2001 | Vorrunde           |
| 2003 | nicht qualifiziert |
| 2005 | nicht qualifiziert |
| 2007 | nicht qualifiziert |
| 2009 | nicht qualifiziert |
| 2011 | nicht qualifiziert |
| 2013 | 4. Platz           |
| 2015 | nicht qualifiziert |
| 2017 | nicht qualifiziert |
| 2019 | nicht qualifiziert |
| 2023 | Vorrunde           |
| 2025 | nicht qualifiziert |

## Teilnahme an U-20-Asienmeisterschaften
(bis 2006 Junioren-Asienmeisterschaft)
| 1959 | nicht teilgenommen |
| 1960 | nicht teilgenommen |
| 1961 | nicht teilgenommen |
| 1962 | nicht teilgenommen |
| 1963 | nicht teilgenommen |
| 1964 | nicht teilgenommen |
| 1965 | nicht teilgenommen |
| 1966 | nicht teilgenommen |
| 1967 | nicht teilgenommen |
| 1968 | nicht teilgenommen |
| 1969 | nicht teilgenommen |
| 1970 | nicht teilgenommen |
| 1971 | nicht teilgenommen |
| 1972 | nicht teilgenommen |
| 1973 | nicht teilgenommen |
| 1974 | nicht teilgenommen |
| 1975 | Sieger             |
| 1976 | Viertelfinale      |
| 1977 | Sieger             |
| 1978 | Sieger             |
| 1980 | nicht teilgenommen |
| 1982 | 3. Platz           |
| 1985 | nicht qualifiziert |
| 1986 | nicht qualifiziert |
| 1988 | Sieger             |
| 1990 | nicht teilgenommen |
| 1992 | nicht teilgenommen |
| 1994 | 4. Platz           |
| 1996 | nicht teilgenommen |
| 1998 | Vorrunde           |
| 2000 | Sieger             |
| 2002 | nicht qualifiziert |
| 2004 | Viertelfinale      |
| 2006 | Viertelfinale      |
| 2008 | Vorrunde           |
| 2010 | Vorrunde           |
| 2012 | 2. Platz           |
| 2014 | Vorrunde           |
| 2016 | Viertelfinale      |
| 2018 | Vorrunde           |
| 2023 | 2. Platz           |
| 2025 | Viertelfinale      |